# Syzygium veillonii
Syzygium veillonii är en myrtenväxtart som beskrevs av J.W.Dawson. Syzygium veillonii ingår i släktet Syzygium och familjen myrtenväxter. IUCN kategoriserar arten globalt som starkt hotad. Inga underarter finns listade i Catalogue of Life.